# Google Pixel
Google Pixel è una gamma di dispositivi mobili a marchio Google che, a partire dal 2016, sostituisce la precedente serie Google Nexus.

## Smartphone

### Pixel e Pixel XL

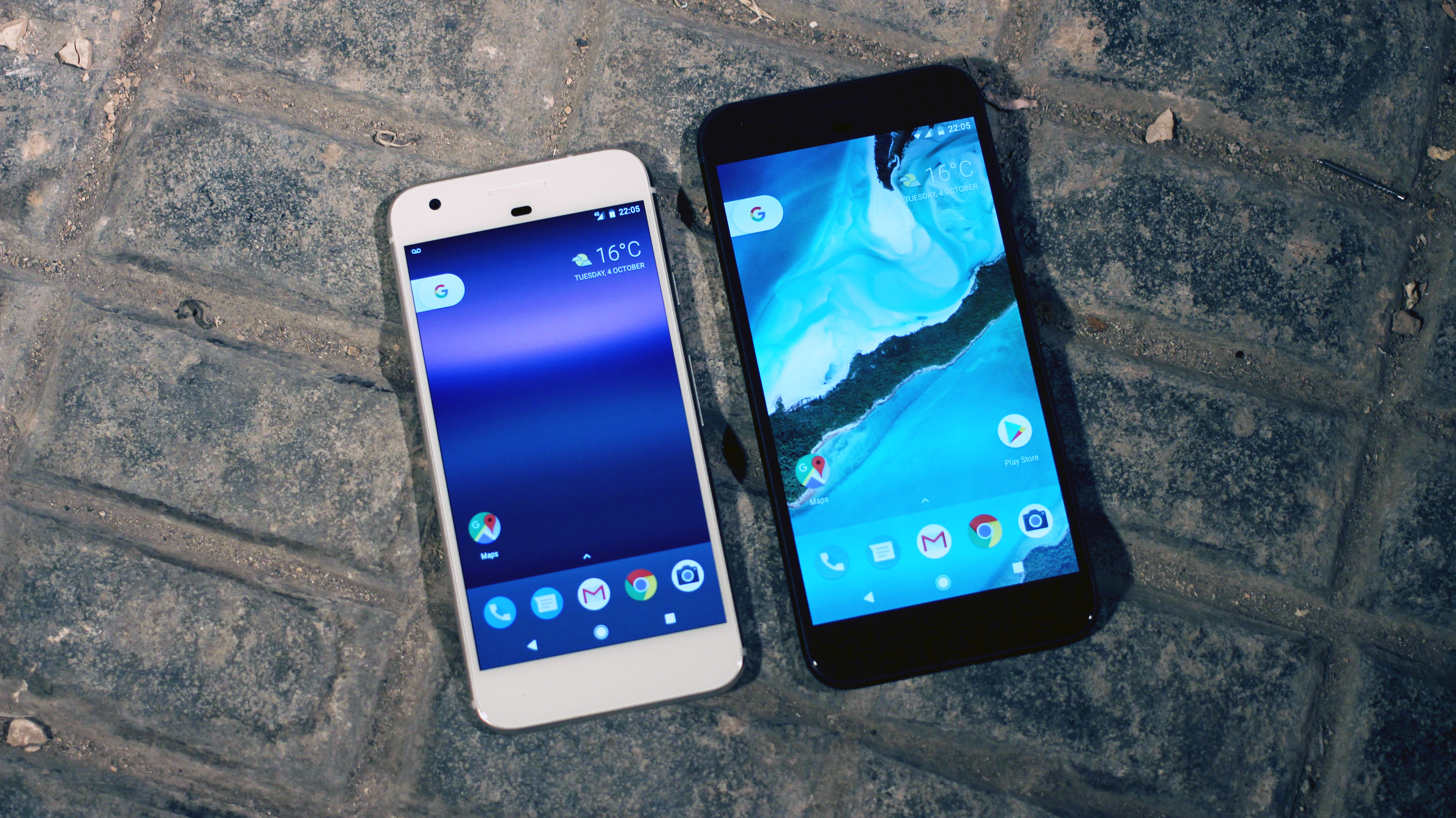
Google Pixel e Pixel XL

Google ha annunciato la prima generazione di smartphone Pixel, Pixel e Pixel XL, il 4 ottobre 2016 durante l'evento #MadeByGoogle. Google ha sottolineato la fotocamera dei due telefoni, che si è classificata come la migliore fotocamera per smartphone su DxOMarkMobile con 90 punti fino a quando HTC ha rilasciato l'U11, che ha ottenuto anch'esso 90 punti. Ciò è in gran parte dovuto alle ottimizzazioni del software, come l'HDR+. I telefoni Pixel includono anche spazio di archiviazione cloud illimitato per le immagini su Google Foto e, per i dispositivi acquistati direttamente da Google, un bootloader sbloccabile.
- Display: 5" AMOLED 1080 × 1920 (Pixel) - 5,5" AMOLED 1440 × 2560 (Pixel XL)
- System-on-a-chip: Qualcomm Snapdragon 821
- Memoria d'archiviazione interna: 32 o 128 GB (non espandibile)
- RAM: 4 GB LPDDR4X
- Fotocamera: sensore da 12,3 MP con obiettivo f/2.0, autofocus IR laser assistito, stabilizzazione ottica e digitale dell'immagine
- Fotocamera frontale: sensore da 8 MP con obiettivo f/2.4
- Batteria: 2770 mAh (Pixel); 3450 mAh (Pixel XL); non è rimovibile e dispone di ricarica rapida
- Materiali: design unibody in alluminio con rivestimento ibrido; resistenza all'acqua e alla polvere IP53
- Colorazioni: Quite Black (nero), Very Silver (argento) e Really Blue (blu - in edizione limitata)
- Sistema operativo: Android 7.1 Nougat (aggiornabile ad Android 10)

### Pixel 2 e Pixel 2 XL

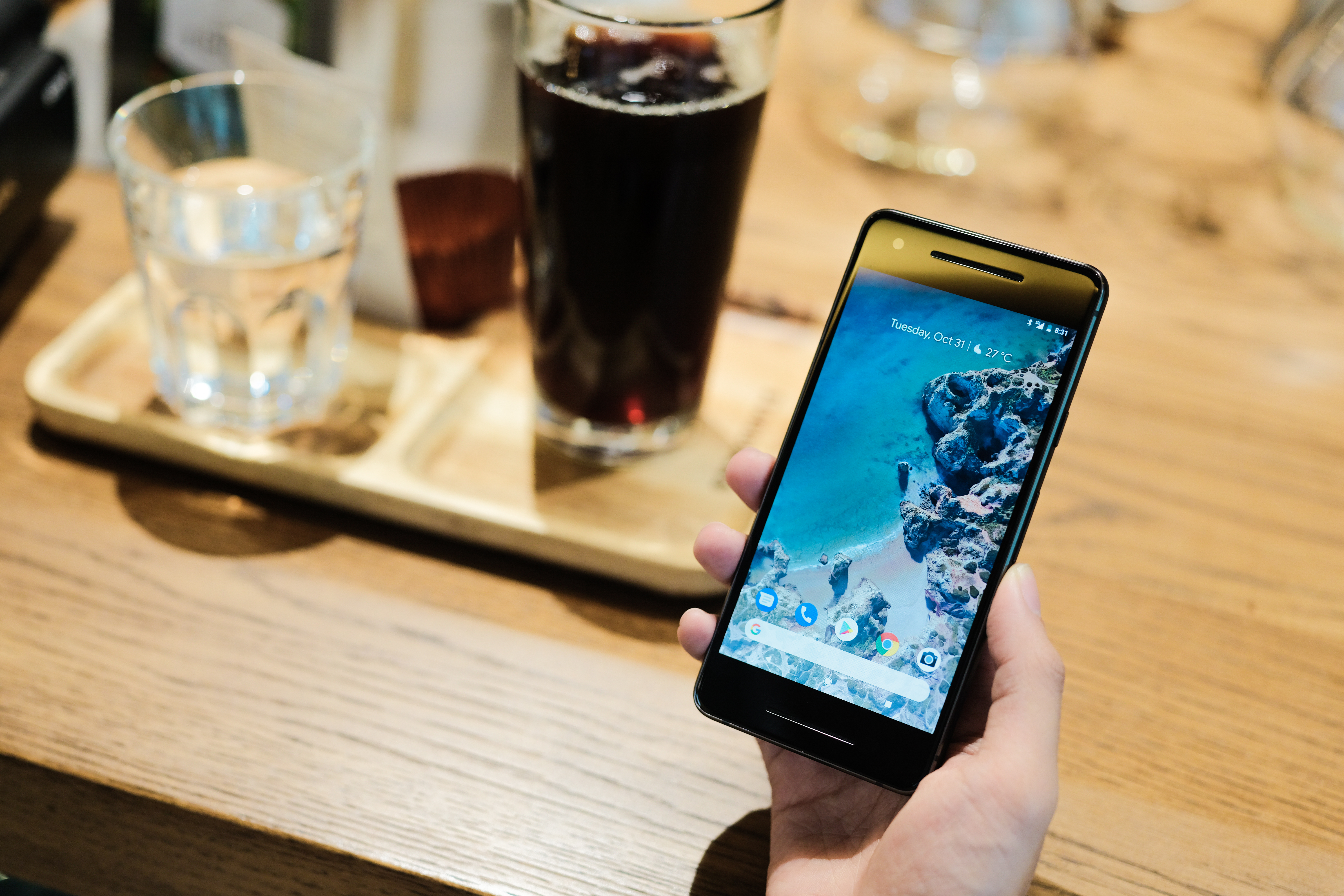
Google Pixel 2.

Google ha annunciato Pixel 2 e Pixel 2 XL in un evento il 4 ottobre 2017, insieme a un'ampia gamma di altri prodotti.
- Display: 5" AMOLED 1080 × 1920 (Pixel 2) - 6" P-OLED 1440 × 2880 (Pixel 2 XL); Corning Gorilla Glass 5
- System-on-a-chip: Qualcomm Snapdragon 835
- Memoria d'archiviazione interna: 64 o 128 GB (non espandibile)
- RAM: 4 GB LPDDR4X
- Fotocamera: sensore da 12,2 MP con obiettivo f/1.8, autofocus IR laser assistito, stabilizzazione ottica e digitale dell'immagine
- Fotocamera frontale: sensore da 8 MP con obiettivo f/2.4
- Batteria: 2700 mAh (Pixel 2); 3520 mAh (Pixel 2 XL); non è rimovibile e dispone di ricarica rapida
- Materiali: design unibody in alluminio con rivestimento ibrido; resistenza all'acqua e alla polvere IP67
- Colorazioni: Just Black (nero), Clearly White (bianco) e Kinda Blue (blu - solo il Pixel 2 XL)
- Sistema operativo: Android 8 Oreo (aggiornabile ad Android 11)

### Pixel 3 e Pixel 3 XL

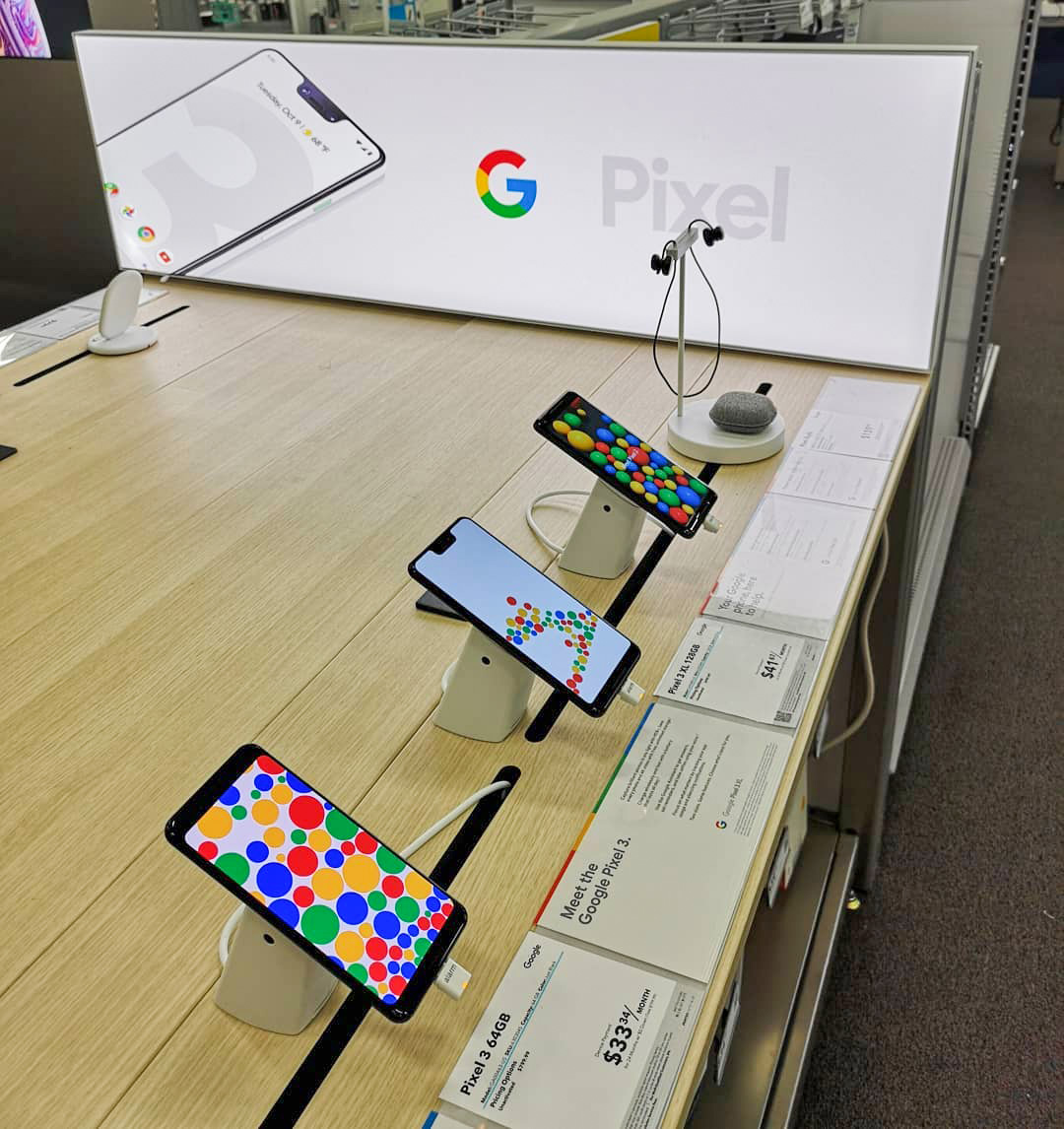
Google Pixel 3 e 3 XL.

Google ha annunciato Pixel 3 e Pixel 3 XL in un evento il 9 ottobre 2018, insieme ad altri prodotti.
- Display: 5,5" OLED 1080 × 2160, rapporto d'aspetto 18:9 (Pixel 3) - 6,3" OLED 1440 × 2960, rapporto d'aspetto 18,5:9 (Pixel 3 XL); Corning Gorilla Glass 5
- System-on-a-chip: Qualcomm Snapdragon 845
- Memoria d'archiviazione interna: 64 o 128 GB (non espandibile)
- RAM: 4 GB LPDDR4X
- Fotocamera: sensore da 12,2 MP con obiettivo f/1.8, autofocus IR laser assistito, stabilizzazione ottica e digitale dell'immagine
- Fotocamera frontale: sensore principale da 8 MP con obiettivo f/1.8 apertura 75°; sensore secondario da 8 MP con obiettivo f/2.2 apertura 97°
- Batteria: 2915 mAh (Pixel 3); 3430 mAh (Pixel 3 XL); non è rimovibile e dispone di ricarica rapida e ricarica wireless
- Materiali: frame in alluminio, retro in vetro opaco, resistenza all'acqua e alla polvere IP68
- Colorazioni: Just Black (nero), Clearly White (bianco) e Not Pink (rosa)
- Sistema operativo: Android 9 Pie (aggiornabile ad Android 11)

### Pixel 3a e Pixel 3a XL

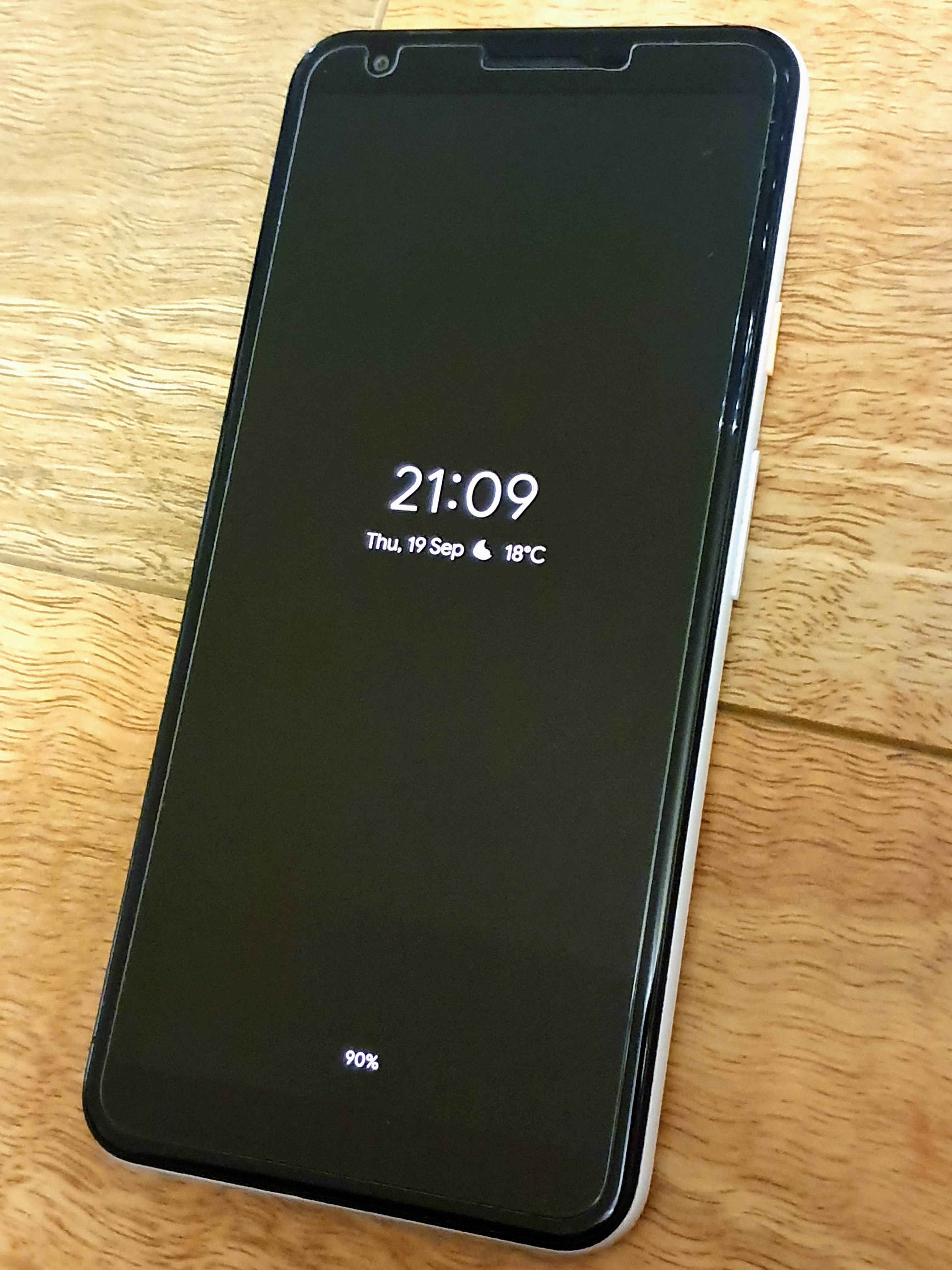
Pixel 3a XL.

Google ha annunciato Pixel 3a e Pixel 3a XL in un evento il 7 maggio 2019, come alternative economiche ai due dispositivi Pixel 3 di fascia alta.
- Display: 5,6" OLED 1080 × 2220, rapporto d'aspetto 18:9 (Pixel 3a) - 6" OLED 1080 × 2160, rapporto d'aspetto 18,5:9 (Pixel 3a XL); Asahi Dragontrail Glass
- System-on-a-chip: Qualcomm Snapdragon 670
- Memoria d'archiviazione interna: 64 GB (non espandibile)
- RAM: 4 GB LPDDR4X
- Fotocamera: sensore da 12,2 MP con obiettivo f/1.7, autofocus con rilevamento di fase a doppio pixel, stabilizzazione ottica e digitale dell'immagine
- Fotocamera frontale: sensore da 8 MP con obiettivo f/2.0 apertura 90°
- Batteria: 3000 mAh (3a); 3700 mAh (3a XL); non è rimovibile e dispone di ricarica rapida
- Materiali: corpo in policarbonato
- Colorazioni: Just Black (nero), Clearly White (bianco) e Purple-ish (viola)
- Sistema operativo: Android 9 Pie (aggiornabile ad Android 11)

### Pixel 4 e Pixel 4 XL

Render del Pixel 4.

Google ha annunciato Pixel 4 e Pixel 4 XL in un evento il 15 ottobre 2019, insieme a molti altri prodotti.
- Display: 5,7" OLED 1080 × 2280 (Pixel 4) - 6,3" OLED 1440 × 3040 (Pixel 4 XL); rapporto d'aspetto 19:9
- System-on-a-chip: Qualcomm Snapdragon 855
- Memoria d'archiviazione interna: 64 o 128 GB (non espandibile)
- RAM: 6 GB LPDDR4X
- Fotocamera: sensore da 12,2 MP con obiettivo f/1.8 e teleobiettivo da 16 MP con obiettivo f/2.4, autofocus IR laser assistito, stabilizzazione ottica e digitale dell'immagine
- Fotocamera frontale: sensore da 8 MP con obiettivo f/2.0 apertura 90°
- Batteria: 2800 mAh (Pixel 4); 3700 mAh (Pixel 4 XL); non è rimovibile e dispone di ricarica rapida e ricarica wireless
- Materiali: frame in alluminio, retro in vetro opaco o lucido, resistenza all'acqua e alla polvere IP68
- Colorazioni: Just Black (nero), Clearly White (bianco) e Oh So Orange (arancione)
- Sistema operativo: Android 10 (aggiornabile ad Android 11)

### Pixel 4a e Pixel 4a (5G)

Render del Pixel 4a.

Google ha annunciato Pixel 4a il 3 agosto 2020 e Pixel 4a (5G) il 30 settembre 2020, come alternative economiche ai due dispositivi Pixel 4 di fascia alta.
- Display: 5,8" OLED (Pixel 4a) - 6,2" OLED (Pixel 4a 5G), 1080 × 2340; rapporto d'aspetto 19,5:9; Corning Gorilla Glass 3; presente un foro sul display in alto a sinistra per la fotocamera frontale
- System-on-a-chip: Qualcomm Snapdragon 730G (Pixel 4a); Qualcomm Snapdragon 765G (Pixel 4a 5G)
- Memoria d'archiviazione interna: 128 GB (non espandibile)
- RAM: 6 GB LPDDR4X
- Fotocamera: sensore da 12,2 MP con obiettivo f/1.7, autofocus con rilevamento di fase a doppio pixel, stabilizzazione ottica e digitale dell'immagine e, solo per la versione 5G, sensore grandangolare da 16 MP con obiettivo f/2.2
- Fotocamera frontale: sensore da 8 MP con obiettivo f/2.0
- Batteria: 3140 mAh (Pixel 4a); 3885 mAh (Pixel 4a 5G); non è rimovibile e dispone di ricarica rapida
- Materiali: corpo in policarbonato
- Colorazioni: Just Black (nero) e Clearly White (bianco - solo versione 5G)
- Sistema operativo: Android 10 (aggiornabile ad Android 11)

### Pixel 5
Google ha annunciato il Pixel 5 in un evento il 30 settembre 2020.
- Display: 6,0" OLED, 1080 × 2340; rapporto d'aspetto 19,5:9; Corning Gorilla Glass 6; presente un foro sul display in alto a sinistra per la fotocamera frontale.
- System-on-a-chip: Qualcomm Snapdragon 765G
- Memoria d'archiviazione interna: 128 GB (non espandibile)
- RAM: 8 GB LPDDR4X
- Fotocamera: sensore da 12,2 MP con obiettivo f/1.7 e sensore grandangolare da 16 MP con obiettivo f/2.2, autofocus con rilevamento di fase a doppio pixel, stabilizzazione ottica e digitale dell'immagine
- Fotocamera frontale: sensore da 8 MP con obiettivo f/2.0
- Batteria: 4080 mAh; non è rimovibile e dispone di ricarica rapida, ricarica wireless e ricarica wireless inversa
- Materiali: corpo in alluminio ricoperto da bio-resina, resistenza all'acqua e alla polvere IP68
- Colorazioni: Just Black (nero) e Sorta Sage (verde)
- Sistema operativo: Android 11

### Pixel 5a
Google ha annunciato al Google I/O il Pixel 5a il 17 agosto 2021, con Android 11.

### Pixel 6 e Pixel 6 Pro
Google ha annunciato il  Pixel 6 e il Pixel 6 Pro il 19 ottobre 2021.
- Display: Pixel 6 6.4" OLED, 1080×2400 risoluzione FHD+; Pixel 6 Pro 6.7" LTPO OLED, risoluzione 1440×3120 QHD+; entrambi con Corning Gorilla Glass Victus.
- Processore: Google Tensor
- Memoria d'archiviazione: Pixel 6 128 o 256 GB; Pixel 6 Pro 128, 256, o 512 GB
- RAM: 8 GB LPDDR5 (Pixel 6); 12 GB LPDDR5 (Pixel 6 Pro)
- Fotocamera: Pixel 6, fotocamere posteriori (2): una con sensore da 50 MP a lenti con f/1.85 e una con sensore da 12 MP a lenti supergrandangolari con f/2.2, fotocamera frontale: sensore da 8 MP a lenti con f/2.0 e campo visuale da 84°; Pixel 6 Pro, fotocamere posteriori (3): una sensore da 50 MP a lenti da f/1.85, una con sensore 12 MP a lenti supergrandangolari con f/2.2 e una con sensore da 48 MP a lenti da teleobiettivo da f/3.5, fotocamera frontale da 11.1 MP a lenti da f/2.2 e campo visuale da 94°; Entrambi i telefoni: messa a fuoco laser assistita, stabilizzazione ottica dell'immagine.
- Batteria: 4614 mAh (Pixel 6); 5003 mAh (Pixel 6 Pro); entrambe non-rimuovibili e con carica rapida, carica senza fili e carica senza fili inversa.
- Materiali: scocca in alluminio, resistenza all'acqua e alla polvere secondo lo standard IP68
- Colori: Pixel 6 Stormy Black, Kinda Coral e Sorta Seafoam; Pixel 6 Pro Stormy Black, Cloudy White e Sorta Sunny
- Sistema operativo: Android 12, con minimi 3 anni di supporto e aggiornamento sul sistema operativo e 5 anni di supporto di aggiornamenti di sicurezza.[11][12]

### Pixel 6a
Google ha annunciato al Google I/O il Pixel 6a l'11 maggio 2022, con Android 12L.

### Pixel 7 e Pixel 7 Pro
Google ha annunciato il Pixel 7 e il Pixel 7 Pro il 6 ottobre 2022.

### Pixel 7a e Pixel Fold

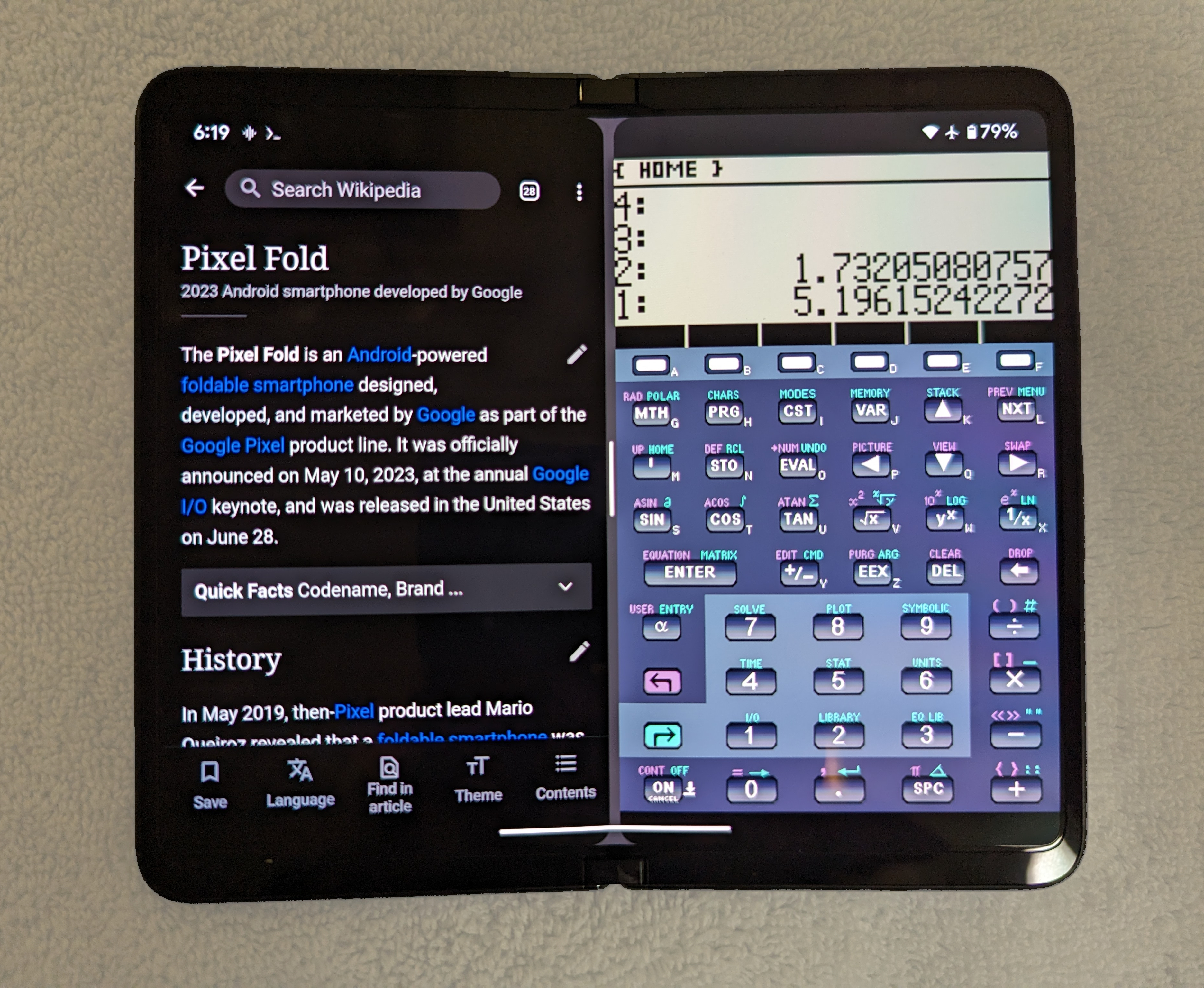
Pixel Fold aperto con due app in esecuzione.

Google ha annunciato al Google I/O il Pixel 7a il 10 maggio 2023, con Android 13, a prezzo di listino 509 euro.
Sempre lo stesso giorno, all'evento, è stato presentato anche Pixel Fold, il primo cellulare pieghevole di Google, con i primi (per Google) 120 Hz di frequenza di aggiornamento schermo, microchip Google Tensor G2, 12GB di RAM e fino a 512GB di memoria interna.

### Pixel 8 e Pixel 8 Pro
Google ha annunciato al Google I/O 2023 il Pixel 8 (a partire da 799 euro) e il Pixel 8 Pro (a partire da 1099 euro), con Android 14, 120 Hz di frequenza di aggiornamento schermo, processore Google Tensor G3, 8/12 GB di RAM e fino a 512 GB di spazio di archiviazione.

### Pixel 8a
A differenza della maggior parte dei precedenti telefoni Pixel della serie A, Pixel 8a non è stato annunciato all'evento annuale Google I/O, ma è arrivato esattamente una settimana prima.
- Display: 6,1" OLED 120Hz e Corning Gorilla Glass 3.
- SOC/GPU: Google Tensor G3 (4 nm) Immortalis-G715s MC10.
- RAM/Memoria: 8GB  Memoria fino a 256GB di tipo UFS 3.1
- Fotocamera:  camera principale da 64MP con apertura f/1.9, camera ultra-grandangolare da 13MP con apertura f/2.2 e campo visivo pari a 120°, camera anteriore da 13MP con apertura f/2.2.

### Pixel 9, 9 Pro, 9 Pro XL e 9 Pro Fold
Google ha annunciato al keynote Made by Google il 13 agosto 2024 il Pixel 9, il Pixel 9 Pro, il Pixel 9 Pro XL e il Pixel 9 Pro Fold, anticipando due mesi prima del solito.
- Display: 6,3" OLED (Pixel 9) 6,3" OLED LTPO (Pixel 9 Pro) 6,8" OLED LTPO (Pixel 9 Pro XL). Entrambi hanno 120Hz e Corning Gorilla Glass Victus 2 sia dietro che davanti.
- SOC/GPU: Google Tensor G4 (4 nm) Mali-G715 MC7.
- RAM/Memoria: 12GB LPDDR5X (Pixel 9) 16GB LPDDR5X (Pixel 9 Pro/Pro XL). Memoria fino a 512GB di tipo UFS 3.1
- Fotocamera: Posteriore: sensore da 50 MP con apertura f/1.7 a lente grandangolare con OIS; sensore da 48 MP con apertura f/2.8 teleobiettivo (solo versioni Pro) con OIS; sensore da 48 MP con apertura f/1.7 a lente ultragrandangolare con angolo di 123°     Anteriore: sensore da 10.5 MP con apertura f/2.2 (solo versione normale), 42 MP con apertura f/2.2 (solo versioni Pro)

- Batteria: 4700mAh (solo 9 e 9 Pro), 5060mAh (9 Pro XL). Batteria Li-Ion (ioni di litio)
- Materiali: Bordo in alluminio satinato su Pixel 9 e liscio su 9 Pro e Pro XL. Scocca in vetro.
- Colori: Porcelain, Charcoal, Aloe e Rose (bianco, nero, verde e rosa)
- Sistema Operativo: Versione Android 14 aggiornabile fino ad Android 21 (7 anni di aggiornamenti software e di sicurezza).

## Tablet

### Pixel C
Il Pixel C è stato annunciato da Google in un evento il 29 settembre 2015 insieme ai telefoni Nexus 5X e Nexus 6P (tra gli altri prodotti). Pixel C include una porta USB-C e un jack per cuffie da 3,5 mm. Il dispositivo è stato fornito con Android 6.0.1 Marshmallow e successivamente ha ricevuto Android 7.x Nougat e Android 8.x Oreo. Google ha smesso di vendere Pixel C a dicembre 2017.
- Display: 10,2", 2560 × 1800
- Processore: NVIDIA Tegra X1
- Memoria d'archiviazione interna: 32 o 64 GB
- RAM: 3 GB
- Fotocamera: sensore da 8 MP
- Fotocamera frontale: sensore da 2 MP
- Batteria: 9000 mAh, non rimovibile

### Pixel Slate
Il Pixel Slate, un tablet e laptop 2 in 1 da 12,3 pollici (31 cm), è stato annunciato da Google a New York il 9 ottobre 2018, insieme a Pixel 3 e 3 XL. Pixel Slate include due porte USB-C ma omette il jack per le cuffie. Il dispositivo ha come sistema operativo Chrome OS su processori Intel Kaby Lake, con opzioni che vanno da un Celeron nella fascia bassa a un i7 nella fascia alta. Nel giugno 2019, Google ha annunciato che non svilupperà ulteriormente la linea di prodotti e ha annullato due modelli in fase di sviluppo.

### Pixel Tablet
Pixel Tablet è stato presentato il 10 maggio 2023 al Google I/O come un tablet da 10,95 pollici (circa 28 cm) con risoluzione 2560x1600 pixel, microchip Google Tensor G2, 8GB di RAM e fino a 256GB di memoria interna.

## Accessori

### Pixel Buds
All'evento hardware di Google dell'ottobre 2017, è stato presentato un set di auricolari wireless insieme agli smartphone Pixel 2. Gli auricolari sono progettati per telefoni con Android Marshmallow o versioni successive e funzionano con l'Assistente Google. Oltre alla riproduzione audio e alla risposta alle chiamate, gli auricolari supportano la traduzione in 40 lingue tramite Google Traduttore. Gli auricolari sono in grado di accoppiarsi automaticamente con Pixel 2 con l'aiuto dell'Assistente Google. Le Pixel Buds sono disponibili nei colori Just Black, Clearly White e Kinda Blue. Gli auricolari hanno una capacità della batteria di 120 mAh, mentre la custodia di ricarica fornita con le Pixel Buds ha una capacità della batteria di 620 mAh. Gli auricolari hanno un prezzo di $159.
Nell'aprile 2020 è stata rilasciata la seconda generazione delle Pixel Buds negli Stati Uniti e in Canada, per poi approdare in altri paesi in tutto il mondo tre mesi dopo, nel luglio 2020. Si tratta di auricolari true wireless indipendenti e non collegati da cavo. Hanno il supporto all'Assistente Google integrato e comandi touch che funzionano sfiorando le cuffie.

### Pixelbook Pen
Oltre al lancio del Pixelbook nell'ottobre 2017, Google ha annunciato la Pixelbook Pen, uno stilo da utilizzare con il Pixelbook. Ha sensibilità alla pressione e supporto per l'Assistente Google. La penna è alimentata da una batteria AAAA sostituibile e ha un prezzo di 99 $.

### Pixel Stand
Nell'ottobre 2018, Google ha annunciato Pixel Stand insieme agli smartphone Pixel 3. Oltre alla ricarica wireless Qi standard da 5 watt, Pixel Stand dispone di ricarica wireless da 10 watt utilizzando una tecnologia proprietaria di Google. Abilita anche una modalità software su Pixel 3 che gli consente di agire come un display intelligente simile a Google Home Hub.